# Belá (district de Nové Zámky)
Pour les articles homonymes, voir Belá.
Belá (en hongrois : Béla) est une commune du district de Nové Zámky, dans la région de Nitra, en Slovaquie.

## Histoire
La première mention écrite du village date de 1138.

## Démographie

### Évolution de la population
| Année:               | 1994. | 2004.   | 2014.    | 2024. |
| -------------------- | ----- | ------- | -------- | ----- |
| Nombre de personnes: | 424   | 413     | 350      | 315   |
| Différence:          |       | -2,59 % | -15,25 % | -10 % |

| Année:               | 2023. | 2024.   |
| -------------------- | ----- | ------- |
| Nombre de personnes: | 319   | 315     |
| Différence:          |       | -1,25 % |